# Бурима
Бурима́ — український народний масовий танець, який виконується в швидкому темпі. Розмір 2 4